# 艾济耶
艾济耶（法語：Aizier，法語發音：[ɛzje]）是法国厄尔省的一个市镇，属于贝尔奈区。

## 地理
艾济耶（49°25'49"N, 0°37'35"E）面积2.36 平方千米，位于法国诺曼底大区厄尔省，该省份为法国北部内陆省份，北起滨海塞纳省，西接奧恩省和卡爾瓦多斯省，南至厄尔-卢瓦省，东临瓦兹省、瓦兹河谷省和伊夫林省。
与艾济耶接壤的市镇（或旧市镇、城区）包括：瓦特维尔拉吕、布尔讷维尔-圣克鲁瓦、特鲁维尔拉欧勒、维约港、珀蒂维尔。

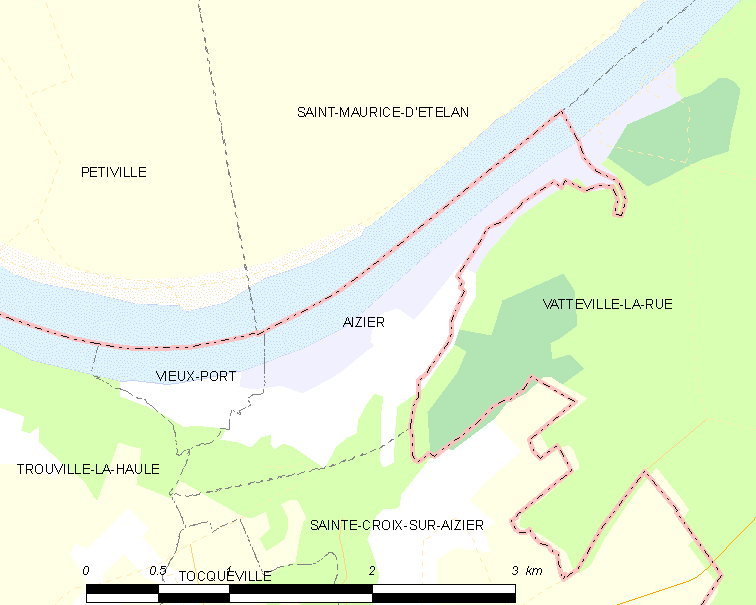
艾济耶的OSM定位图

艾济耶的时区为UTC+01:00、UTC+02:00（夏令时）。

## 行政
艾济耶的邮政编码为27500，INSEE市镇编码为27006。

## 政治
艾济耶所属的省级选区为阿沙尔堡县。

## 人口

1962-2008年间艾济耶人口变化图示

艾济耶于2022年1月1日时的人口数量为156人。